# Limnonectes limborgi
Limnolectes limborgi is een kikkersoort uit de familie Dicroglossidae.
De soort werd voor het eerst wetenschappelijk beschreven in 1892 door William Lutley Sclater als Rana limborgi. De soortaanduiding limborgi is een eerbetoon aan de bioloog Gustaf Arthur Ossian Limborg (1848 - 1908), die een specimen van de soort verzamelde in Tenasserim (thans Tanintharyi in Myanmar).
Limnonectes limborgi komt voor in delen van Azië en leeft in de landen Cambodja, Laos, Myanmar, Thailand en Vietnam. De IUCN-status van de soort is "onzeker" omdat er geen recente gegevens beschikbaar zijn over het exacte verspreidingsgebied, de populatiegrootte of de ecologische vereisten van de soort.